# Luís Filipe Pereira
Luís Filipe da Conceição Pereira (ur. 29 października 1944 w Lizbonie) – portugalski ekonomista i polityk, działacz Partii Socjaldemokratycznej, w latach 2002–2005 minister zdrowia.

## Życiorys
Absolwent ekonomii w Instituto Superior de Economia w strukturze Universidade Técnica de Lisboa (1973). Pracował jako nauczyciel akademicki na stołecznych uczelniach. W latach 1973–1979 był dyrektorem w przedsiębiorstwie Sovena, następnie do 1984 w przedsiębiorstwie chemicznym Quimigal, w którym następnie do 1986 pełnił funkcję zastępcy dyrektora generalnego. W latach 1987–1989 zajmował stanowisko sekretarza stanu do spraw ochrony socjalnej, a od 1991 do 1995 sekretarza stanu do spraw energii i jednocześnie wiceprezesa koncernu energetycznego Electricidade de Portugal (EDP). Później był prezesem Instituto Superior de Transportes (1996–2001), a także m.in. dyrektorem niewykonawczym Banco Mello (1998–2000) i dyrektorem EDP (2002).
Działacz Partii Socjaldemokratycznej. Od kwietnia 2002 do marca 2005 był ministrem zdrowia w rządach José Manuela Durão Barroso oraz Pedra Santany Lopesa. W 2015 został przewodniczącym Rady Gospodarczej i Społecznej, którą kierował do 2016.

## Odznaczenia
- Krzyż Wielki Orderu Zasługi (Portugalia, 2006)[7]